# Список замків Ліхтенштейну
Список замків Ліхтенштейну складається з таких замків:
- Замок Гутенберг, Бальцерс[1]
- Замок Обере-Бург, Шелленберг[2][3]
- Замок Унтере-Бург, Шелленберг[4][3]
- Замок Шалун, Вадуц[5]
- Замок Вадуц, Вадуц